# Elektrownia polowa
Elektrownia polowa - kompletny zespół spalinowo-elektryczny przystosowany do działania w warunkach polowych. Umożliwia oświetlenie obiektów polowych oraz napędzanie maszyn i zasilanie urządzeń. Wykorzystywana w misjach pokojowych, jak i wojennych, jako mobilne, niezależne źródło zasilania.